# Juda Galilejski
Juda iz Galileje ili Juda iz Gamale (početak 1. vijeka n. e.) je bio vođa jevrejskog ustanka protiv Rimskog carstva koji je godine 6. n. e. izbio potaknut Kvirinijevim popisom stanovništva. Prema Flaviju Josipu, Judi je u ustanku pomagao farisej po imenu Zadok, a njih dvojica su se borili za rušenje kako rimske, tako i tadašnje judejske svjetovne vlasti, odnosno pretvaranje Judeje u teokratsku državu kojoj bi jedini gospodar bio Bog, a nikakvi porezi se više ne bi plaćali Rimu. Taj pokret je kasnije postao poznat kao zeloti. Sam ustanak je, pak, okrutno ugušen od strane Rimljana.
Što se dogodilo s Judom, Flavije Josip ne spominje, iako se kasnije navodi kako su njegovi sinovi Jakov i Simon godine 46. pogubljeni od Tiberija Julija Aleksandra.
Juda se kasnije spominje u Djelima Apostolskim (5:37) kao primjer lažnog Mesije.